# Museum Insel Hombroich

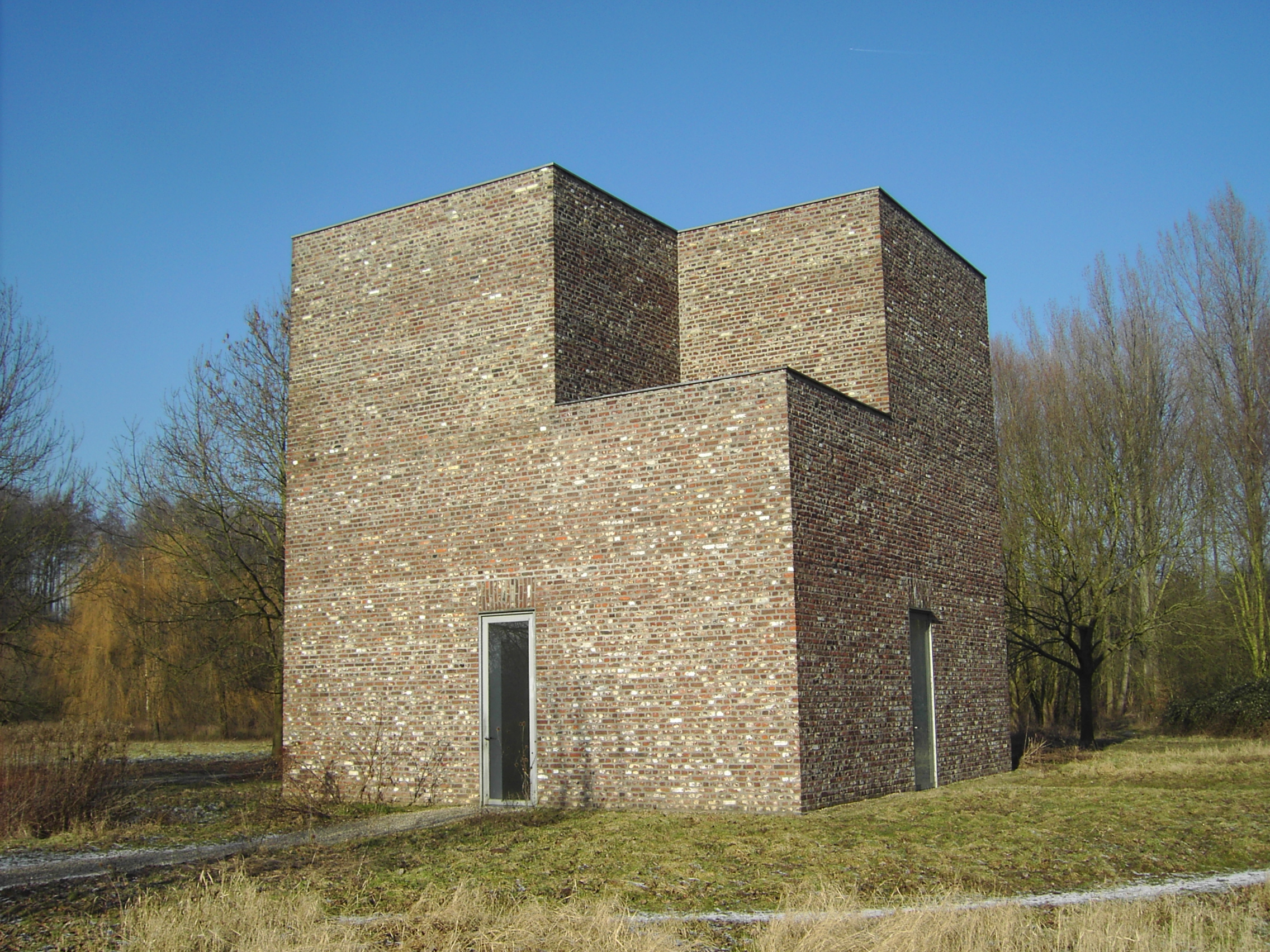
Erwin Heerich: Turm

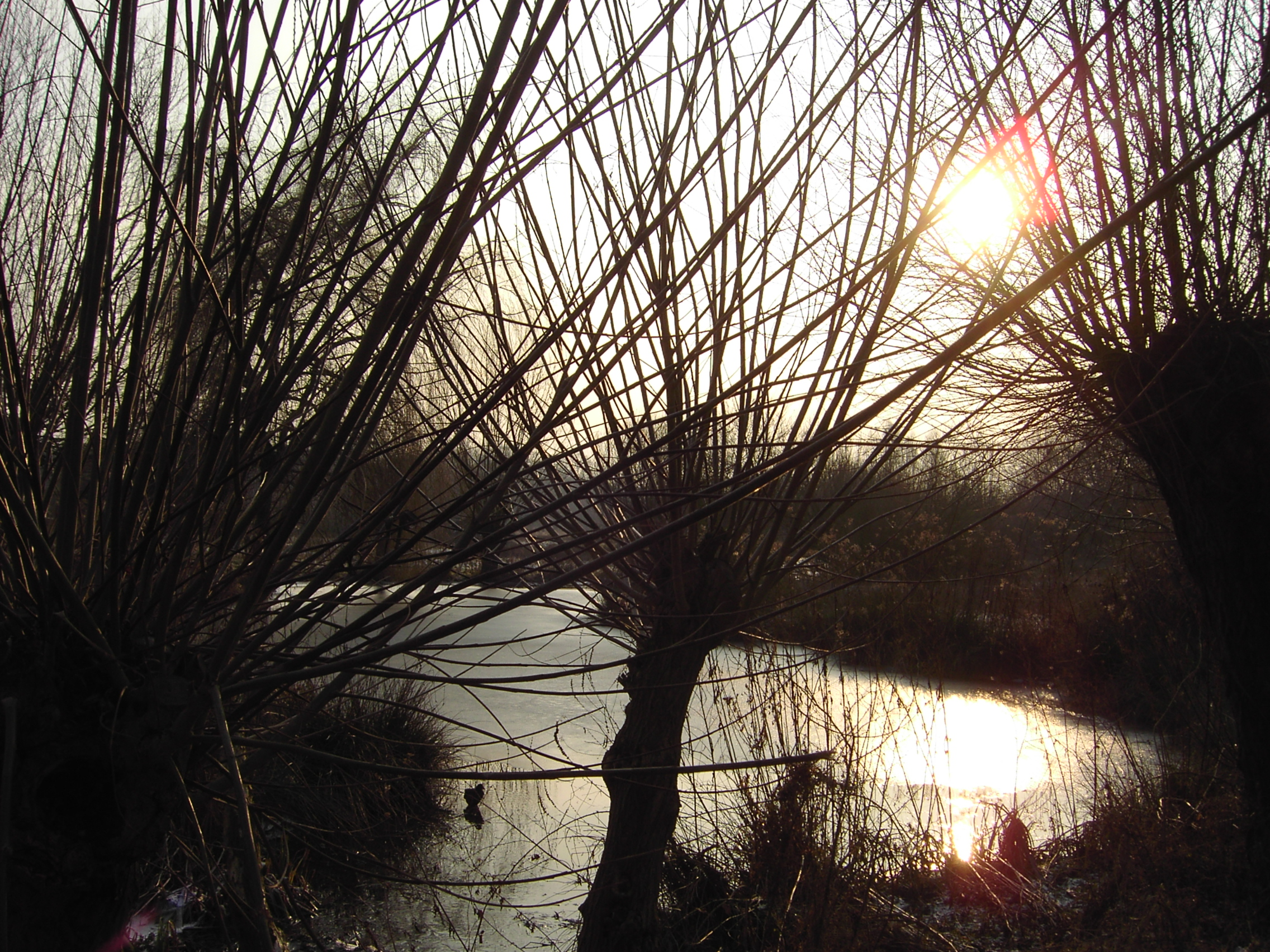
Knotwilgen op het terrein

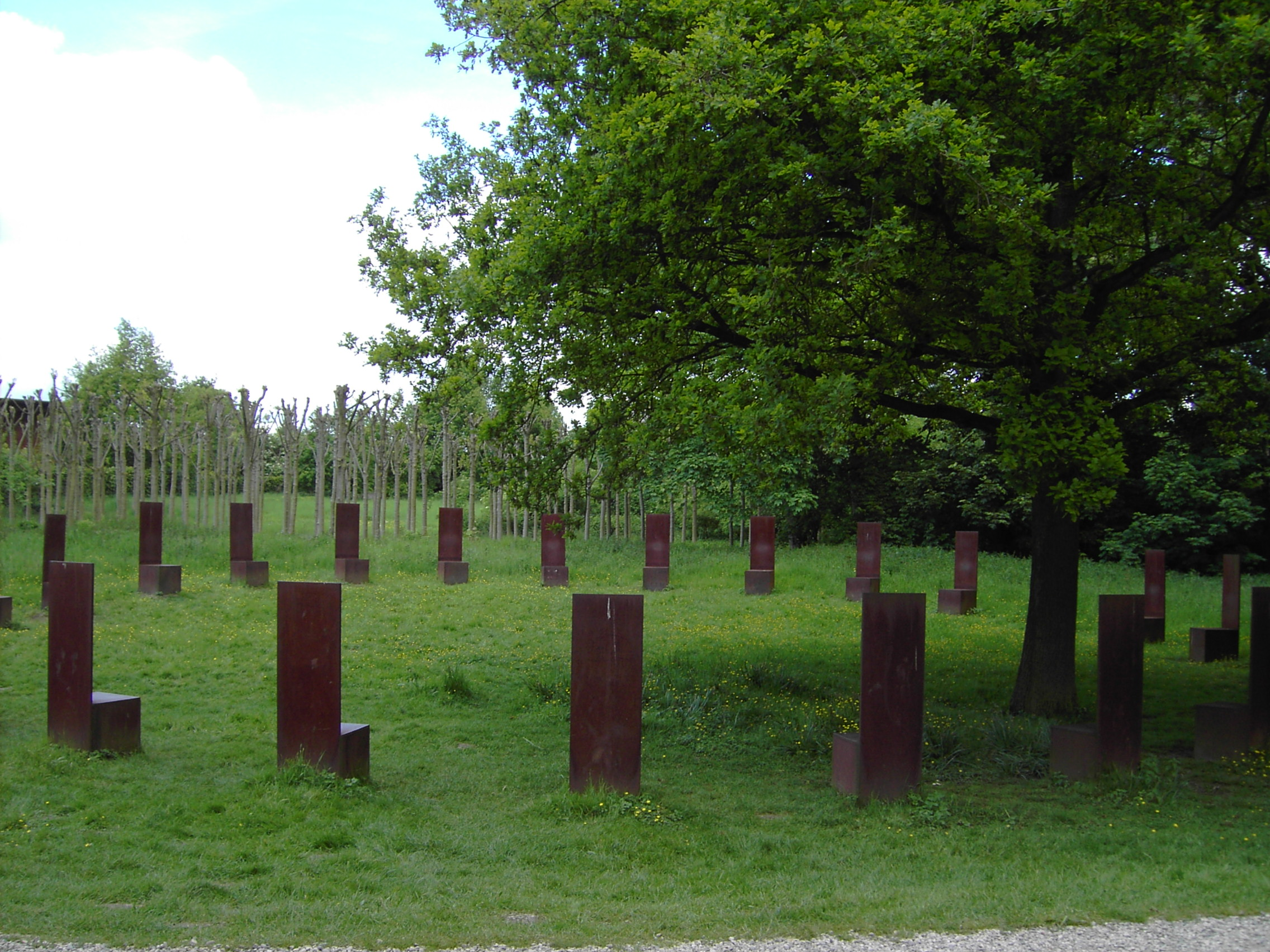
Anatol Herzfeld: Parlament

Museum Insel Hombroich in Holzheim bij Neuss is een museumpark met als motto „kunst parallel aan de natuur" (Duits: Kunst parallel zur Natur). Het bevindt zich op het terrein van de voormalige Belgische kazerne van de 9de Wing - 55ste Smaldeel (9W55Smd) dat was uitgerust met Nike luchtafweerraketten. De kazerne werd verlaten begin 1985, ontmanteld in 1988 en definitief gesloten en overgedragen in 1990. 
Het museum bestaat uit meerdere delen. Op de eerste plaats een parkachtig landschap (beeldenpark) met her en der verspreide tentoonstellingsgebouwen waar moderne en hedendaagse kunst wordt tentoongesteld. In de buurt hiervan ligt een voormalige raketbasis die is omgevormd tot een sub-urbaanlandschap met gebouwen en instellingen ten behoeve van hedendaagse kunst en architectuur. Daar staat ook een nieuw gebouw van Tadao Ando voor de Langen Foundation. Het geheel valt binnen de Stiftung Insel Hombroich. Het museum behoorde tot het Duits/Nederlandse samenwerkingsverband Crossart.

## Het begin
Het museum werd opgericht door de makelaar en kunstverzamelaar Karl-Heinrich Müller uit Düsseldorf. Hij richtte, toen hij een geschikte locatie had gevonden, een stichting op met de naam Stiftung Insel Hombroich, met als doel zijn kunstverzameling in verschillende paviljoens in dialoog met de omliggende natuur te presenteren. Het perceel dat hij in 1982 als toekomstige locatie voor zijn plannen uitkoos was een villa omgeven door een verwaarloosd park aan de oever van het riviertje de Erft bij Neuss. Het motto voor zijn stichting had Müller ontleend aan een tekst van Paul Cézanne, die ook zijn kunst in relatie tot de natuur wilde zetten.
In samenwerking met verschillende kunstenaars werd begonnen met de realisatie van het project. De beeldhouwer Erwin Heerich uit Düsseldorf ontwierp een aantal van de toekomstige tentoonstellingpaviljoens. In de eerste periode ontstonden de Orangerie, het Graubner-paviljoen en de Hohe Galerie.
In 1984 kocht Müller er een groter stuk grond bij. De landschapsarchitect Bernhard Korte richtte het areaal in met verschillende landschapstypes, zoals Engelse tuinen, natte biotopen en terrassen. In deze omgeving werden nog enkele tentoonstellingsgebouwen geplaatst die werden bedacht door Heerich en bouwtechnisch uitgewerkt door de Düsseldorfse architect H. Hermann Müller. Er werden de volgende gebouwen gerealiseerd: een labyrint, een koffiehuis, het Tadeusz-Paviljoen, de Slak (Duits: die Schnecke), het twaalfkamergebouw en de kassiersloge.
Zo ontstonden de gebouwen waar Müller zijn verzameling kon onderbrengen. De kunstwerken, die hij verzameld had, waren bijvoorbeeld van Arp, Calder, Cézanne, Chillida, Corinth, Fautrier, Klein, Matisse, Picabia, Rembrandt, Schwitters, en ook beelden van de Khmer en antieke kunst uit China.
De Düsseldorfse kunstschilder Gotthard Graubner adviseerde Müller niet alleen bij de opbouw van zijn collectie maar ontwikkelde ook een bijzonder tentoonstellingsconcept. In tegenstelling tot wat elders gebruikelijk is worden werken uit verschillende stijlperiodes en culturen zonder verdere uitleg met elkaar geconfronteerd. Zo kan de bezoeker op intuïtieve manier de kunst op zich in laten werken, zonder alsmaar afgeleid te worden door kunstenaarsnamen, titels en jaartallen.
In de collectie Museum Insel Hombroich zijn ook enkele werken van Gerrit Rietveld opgenomen.
Op het terrein werden verschillende ateliers ingericht waar kunstenaars kunnen werken. Bijvoorbeeld voor Anatol Herzfeld, Erwin Heerich en Gotthard Graubner. Op de rakettenlanceerplaats werkte de intussen overleden schrijver Thomas Kling.

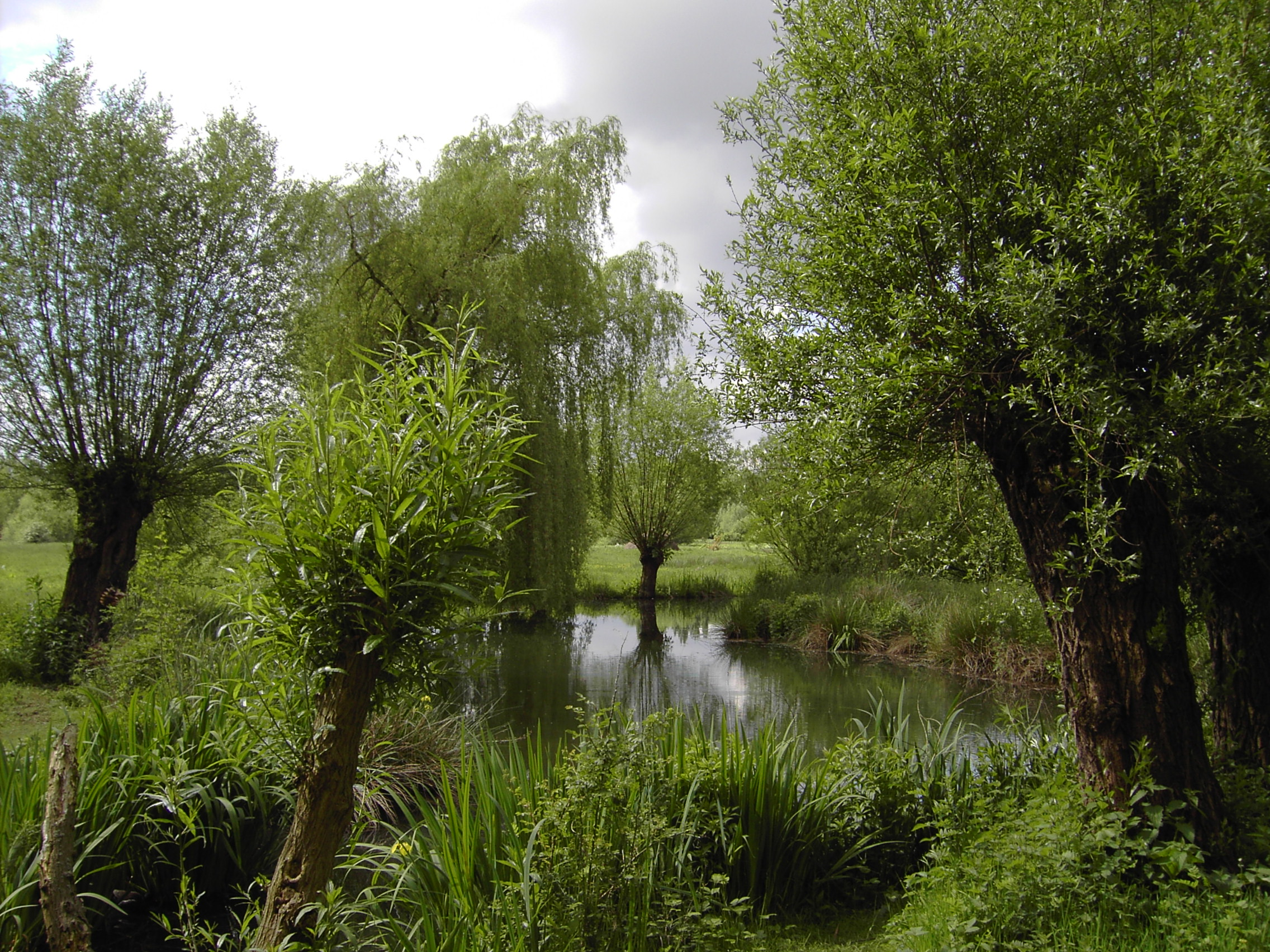
Het parkachtige landschap
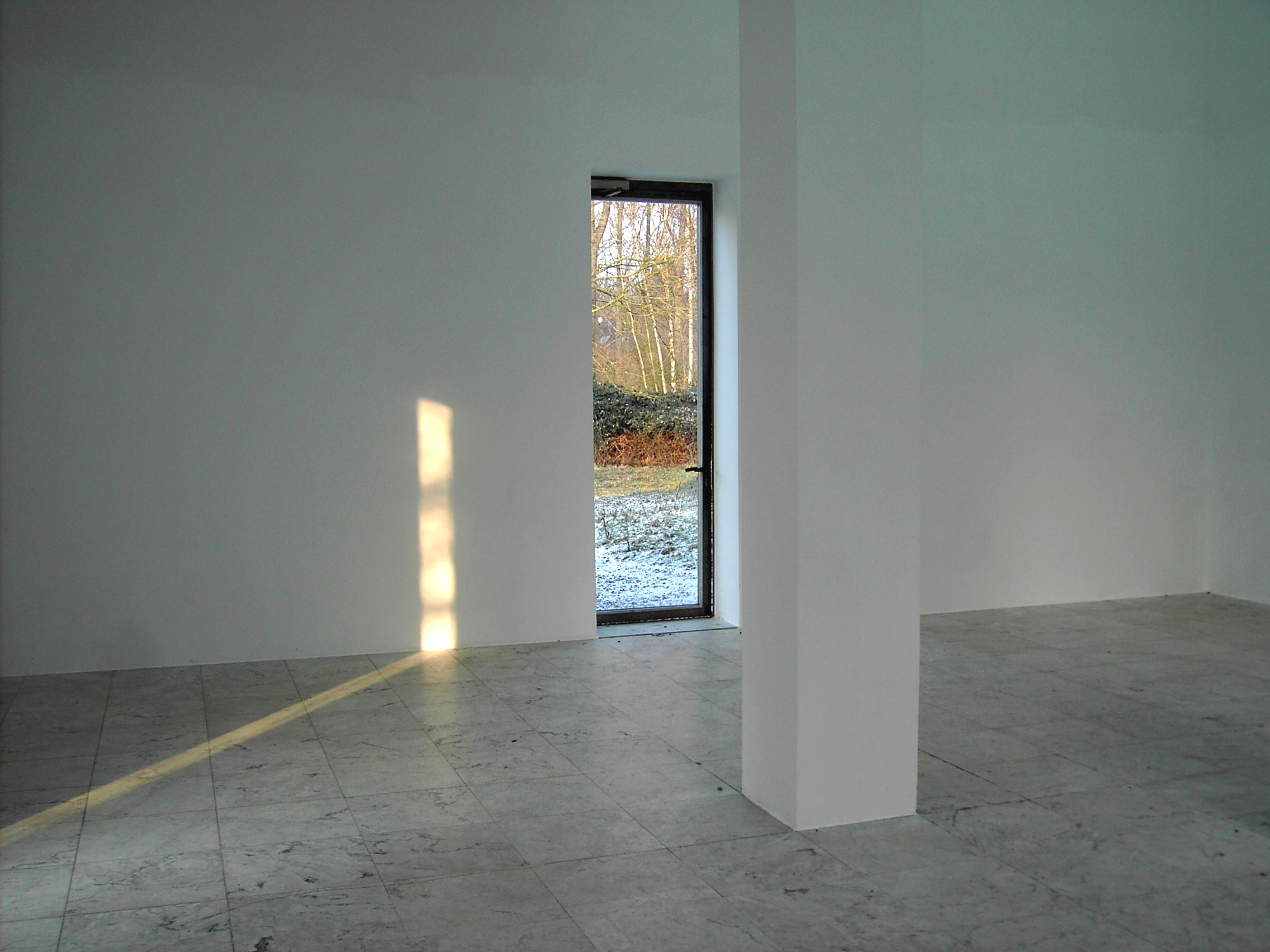
Erwin Heerich: Turm (binnen)
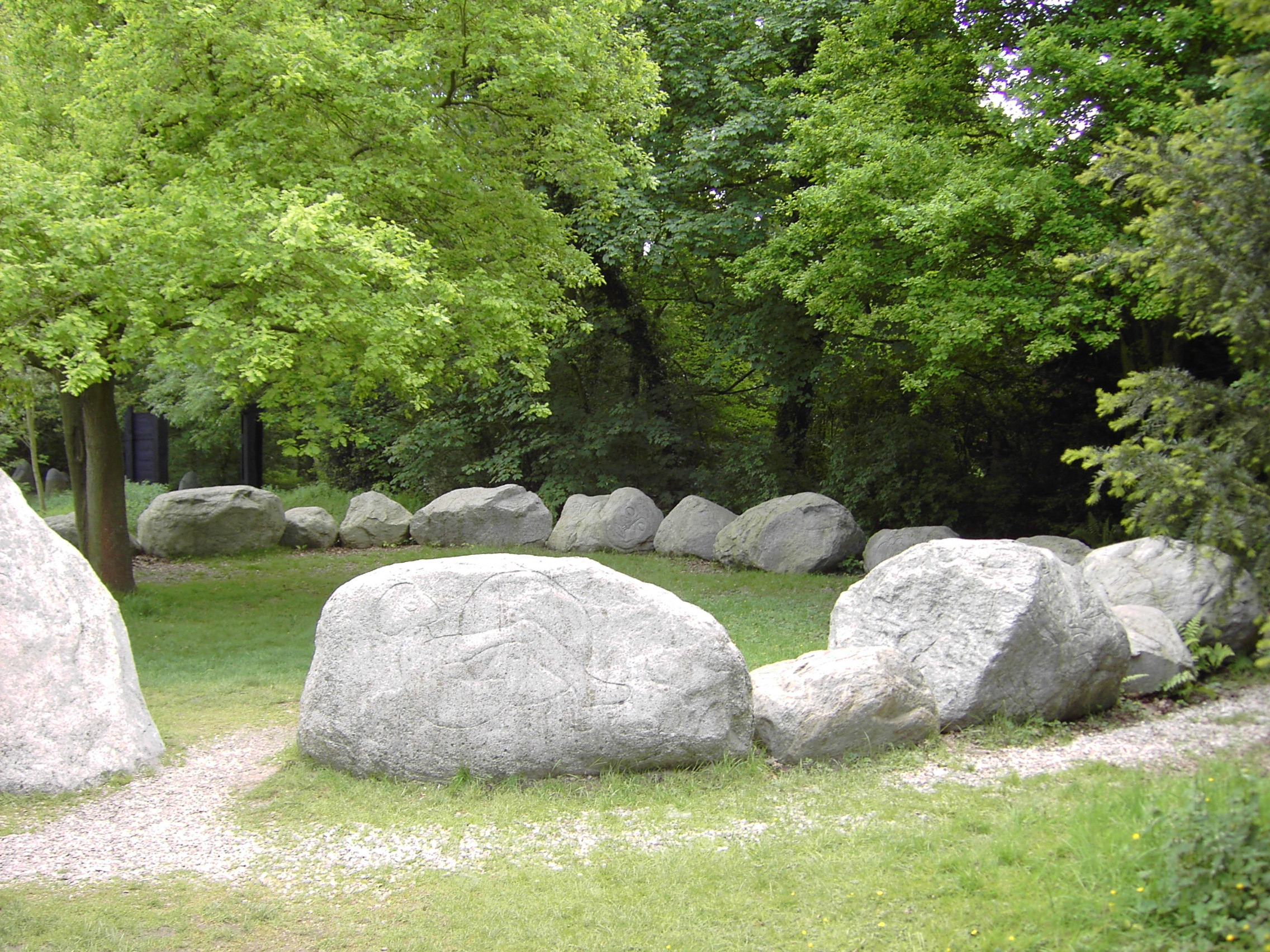
Anatol: Arbeitszeit Kirche
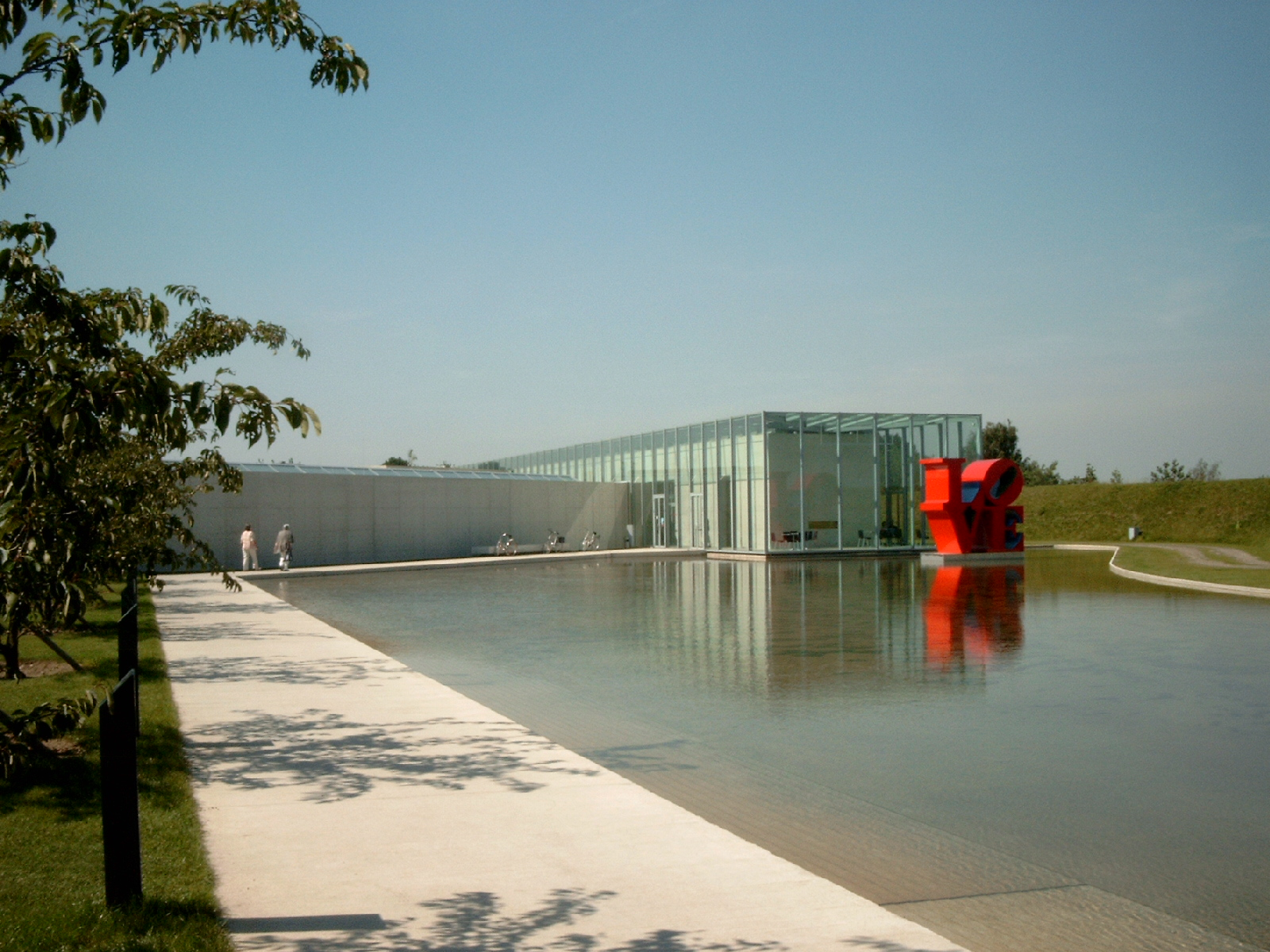
Langen Foundation
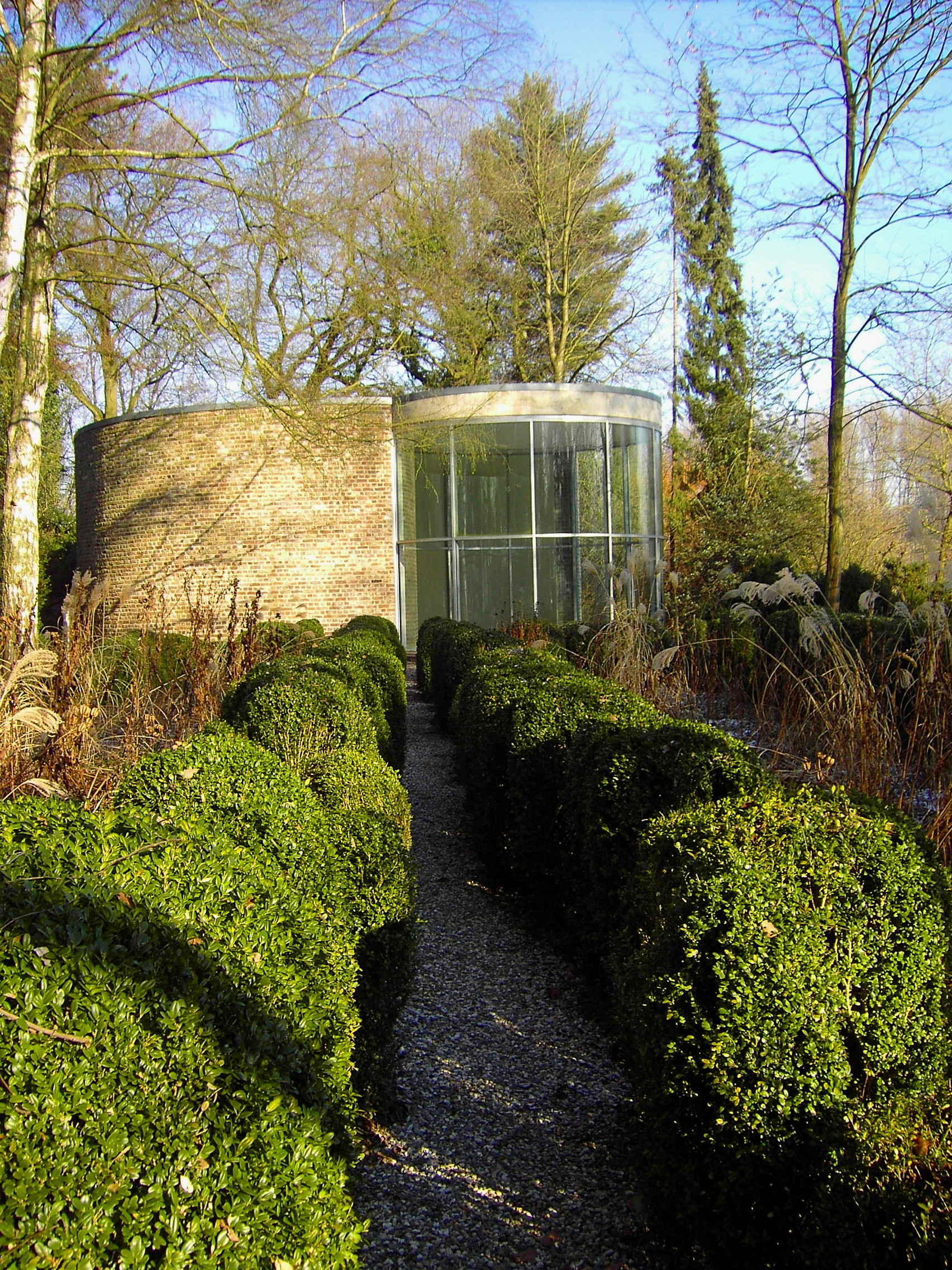
Erwin Heerich: Graubner-paviljoen
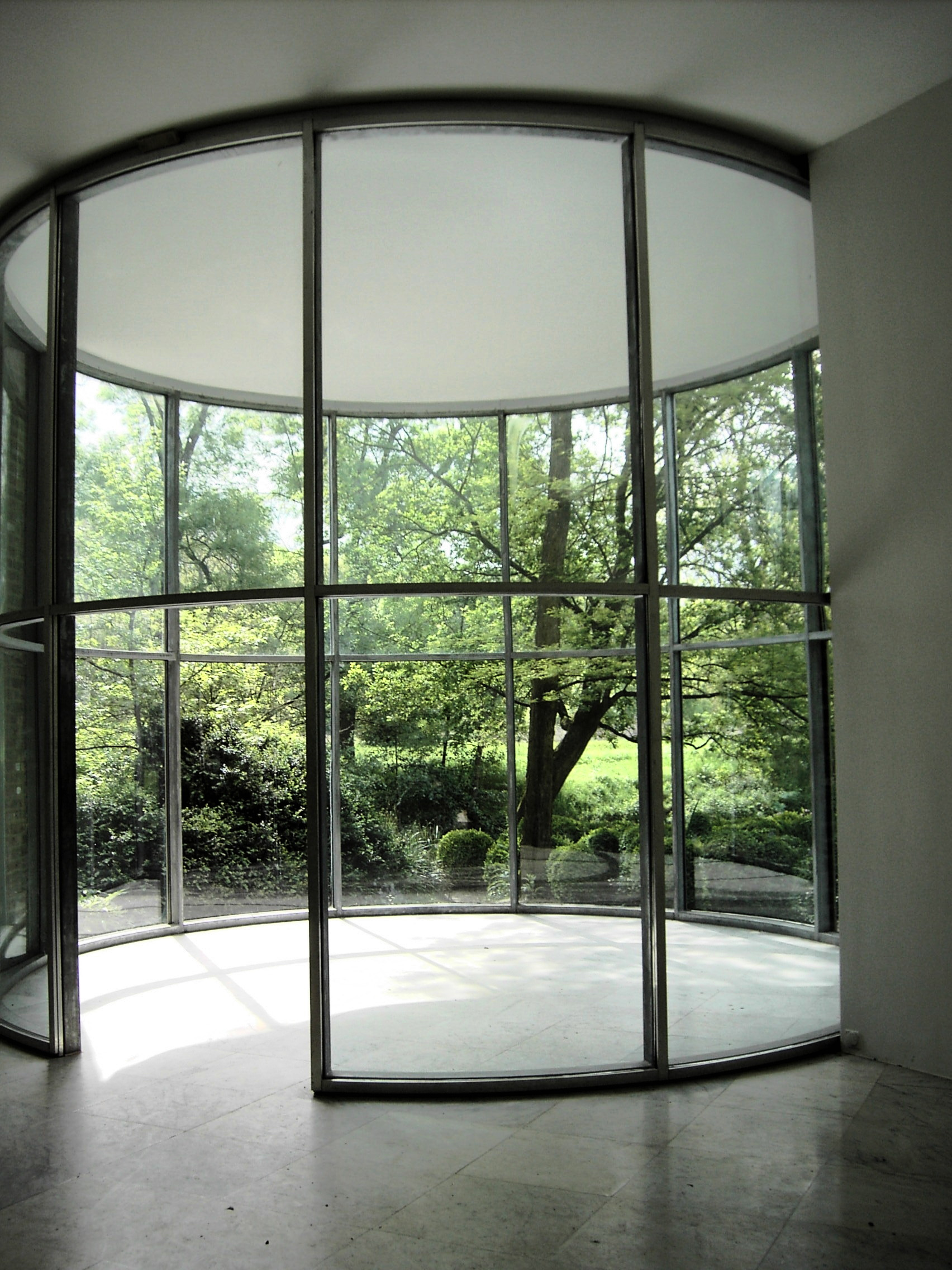
Erwin Heerich: Graubner-paviljoen (binnen)
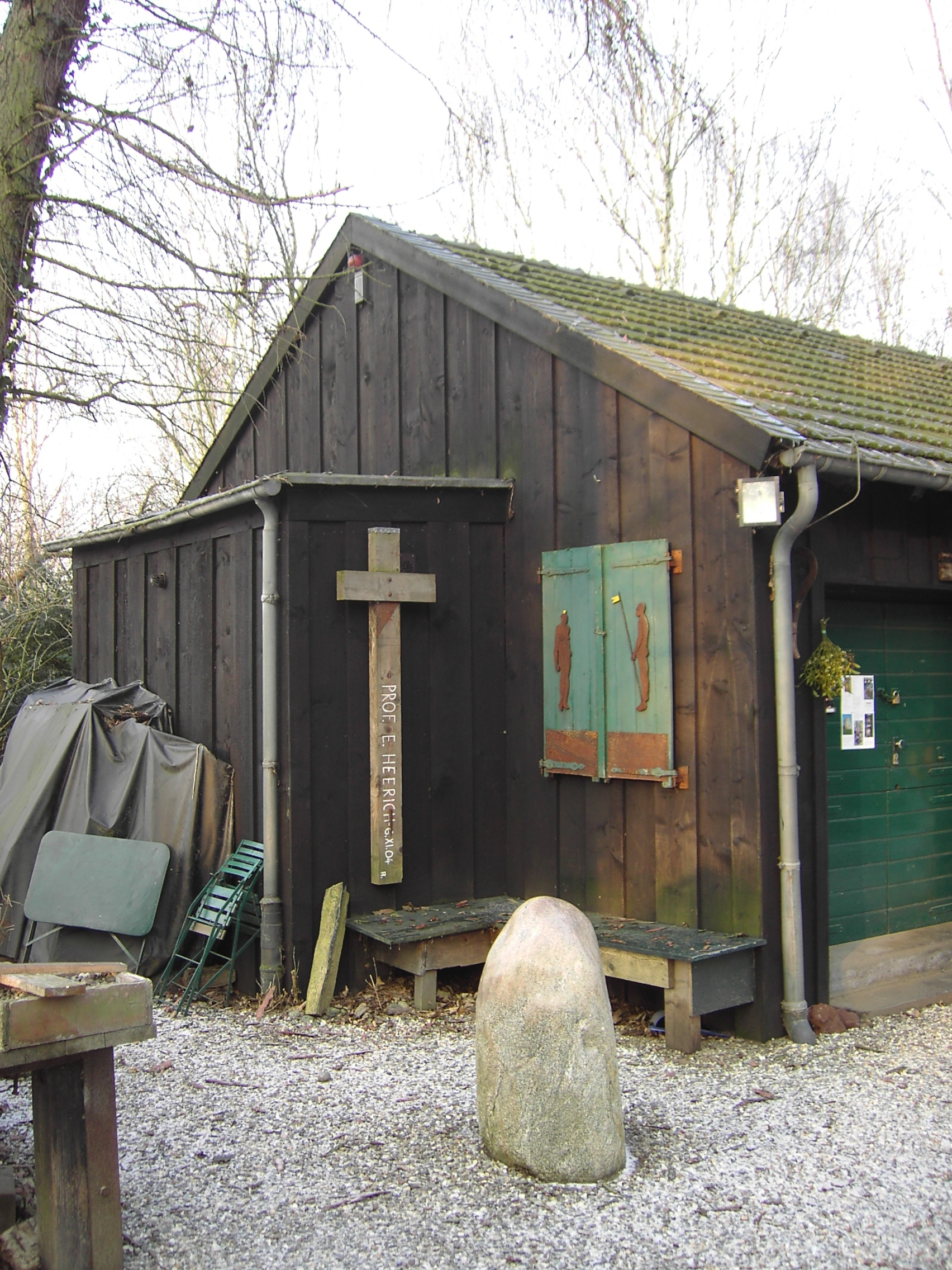
Anatols werkplaats
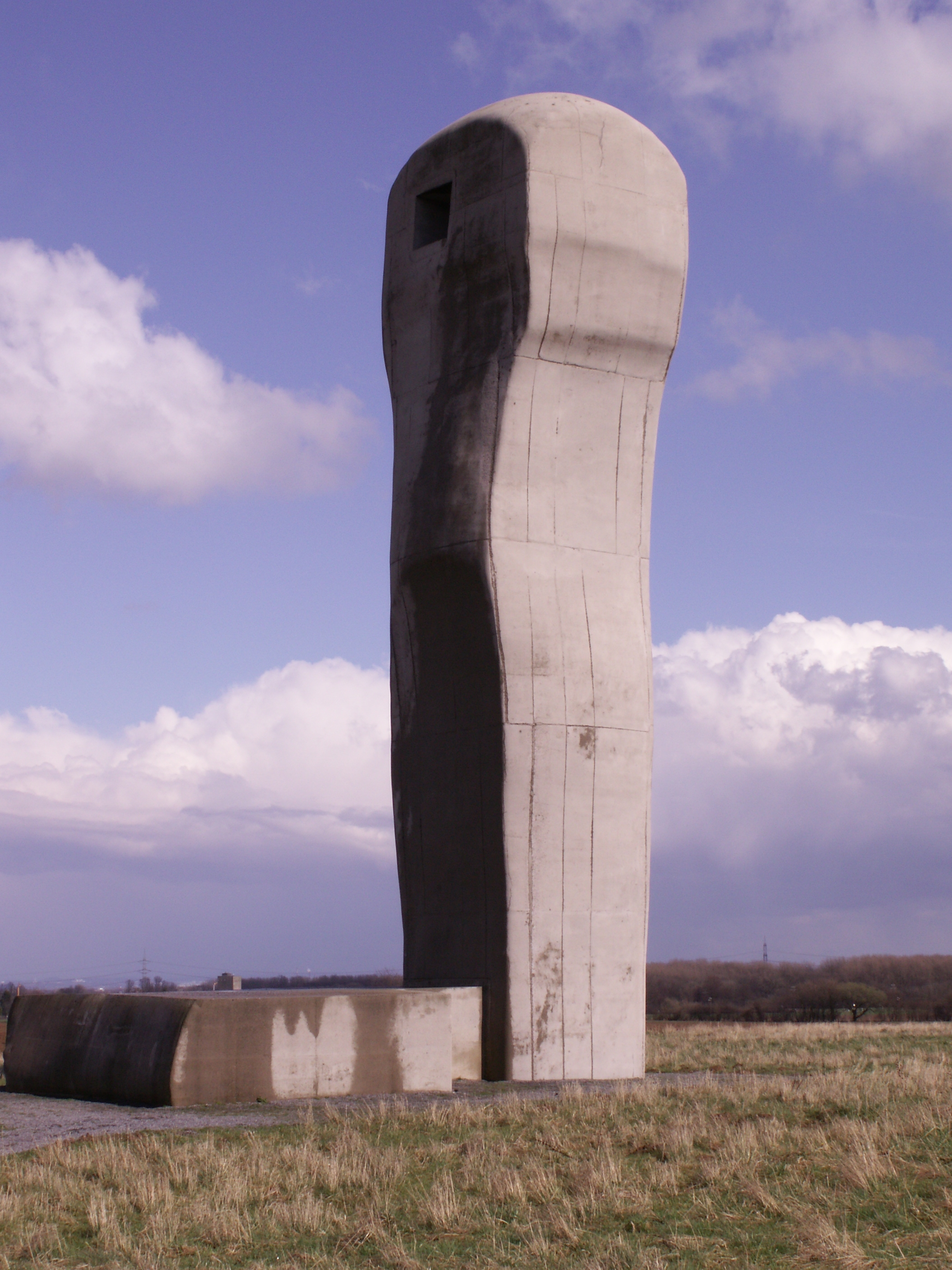
Eduardo Chillida: Begiari

## DeLangen Foundation
In het begin van de jaren 90 waren er op een nabijgelegen NAVO-raketbasis nog Nike-luchtafweerraketten gestationeerd. In 1994 kocht Müller het terrein aan en liet de bestaande gebouwen verbouwen tot ruimtes voor kunst en cultuur. De ontwerpen voor de toekomstige gebouwen en beelden werden in 1996 op de zesde Biënnale voor architectuur in Venetië aan het publiek voorgesteld.
Sedert september 2004 kan men op het terrein een speciaal door de Japanse architect Tadao Ando voor de Langen Foundation ontworpen tentoonstellingsgebouw bezoeken. Dit gebouw bevat de collectie van het echtpaar Viktor en Marianne Langen, die bestaat uit traditionele Japanse tekenkunst en moderne schilderkunst. De spoordijk van het vroegere militaire complex loopt in een bocht door de tuin van dit museum. 

Langen Foundation, Neuss, ontwerp: Tadao Ando
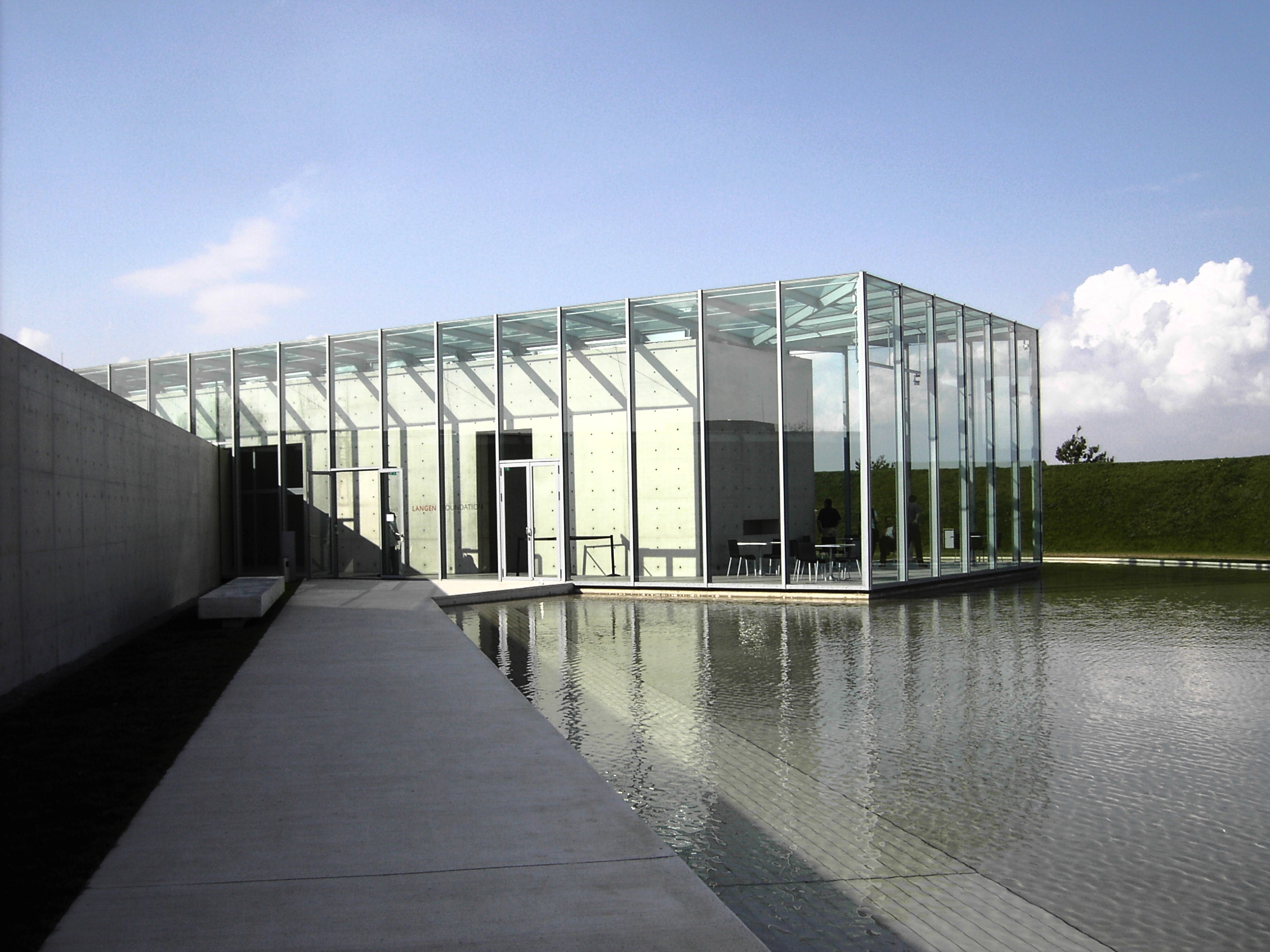
Langen Foundation
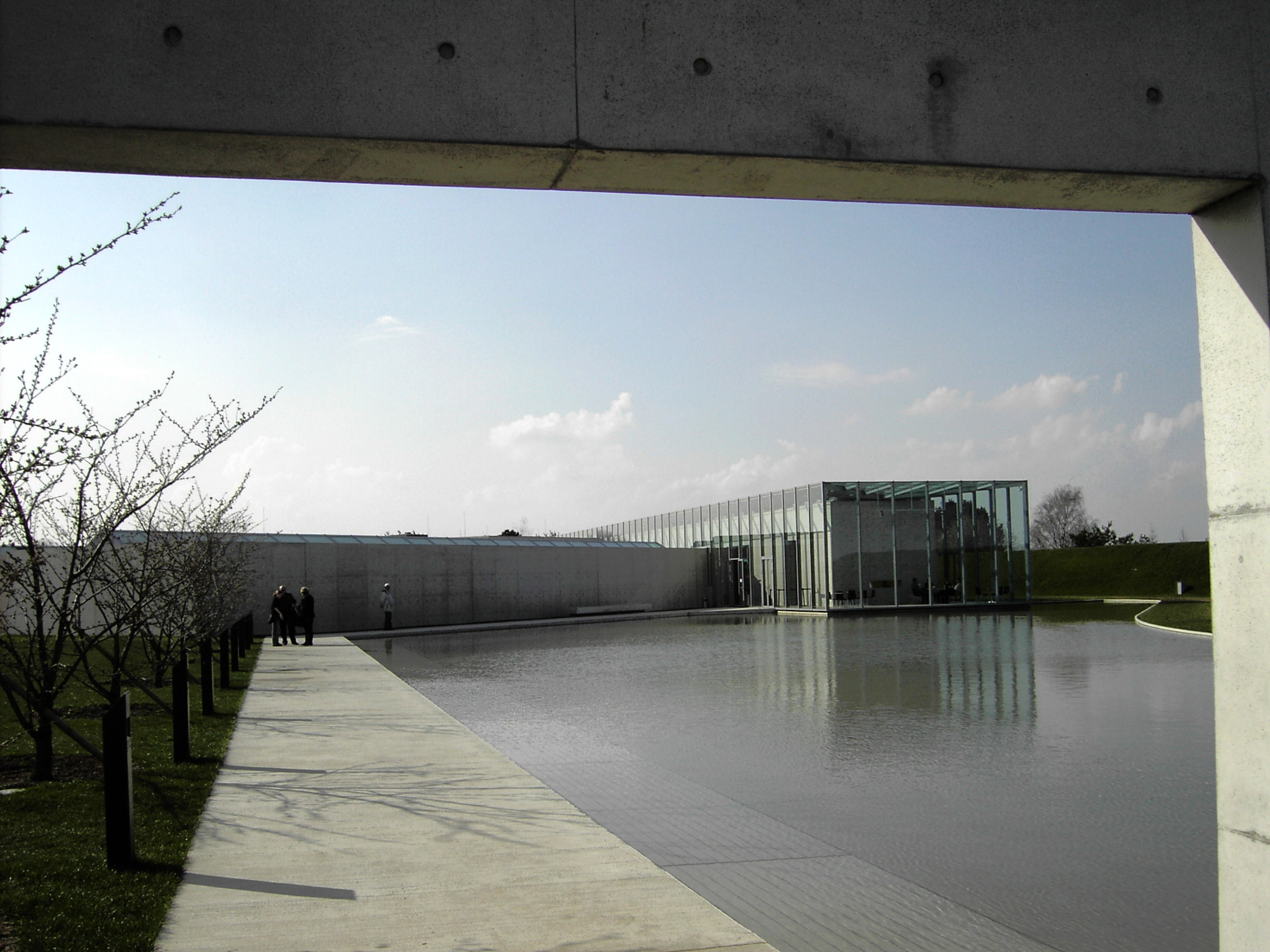
Langen Foundation
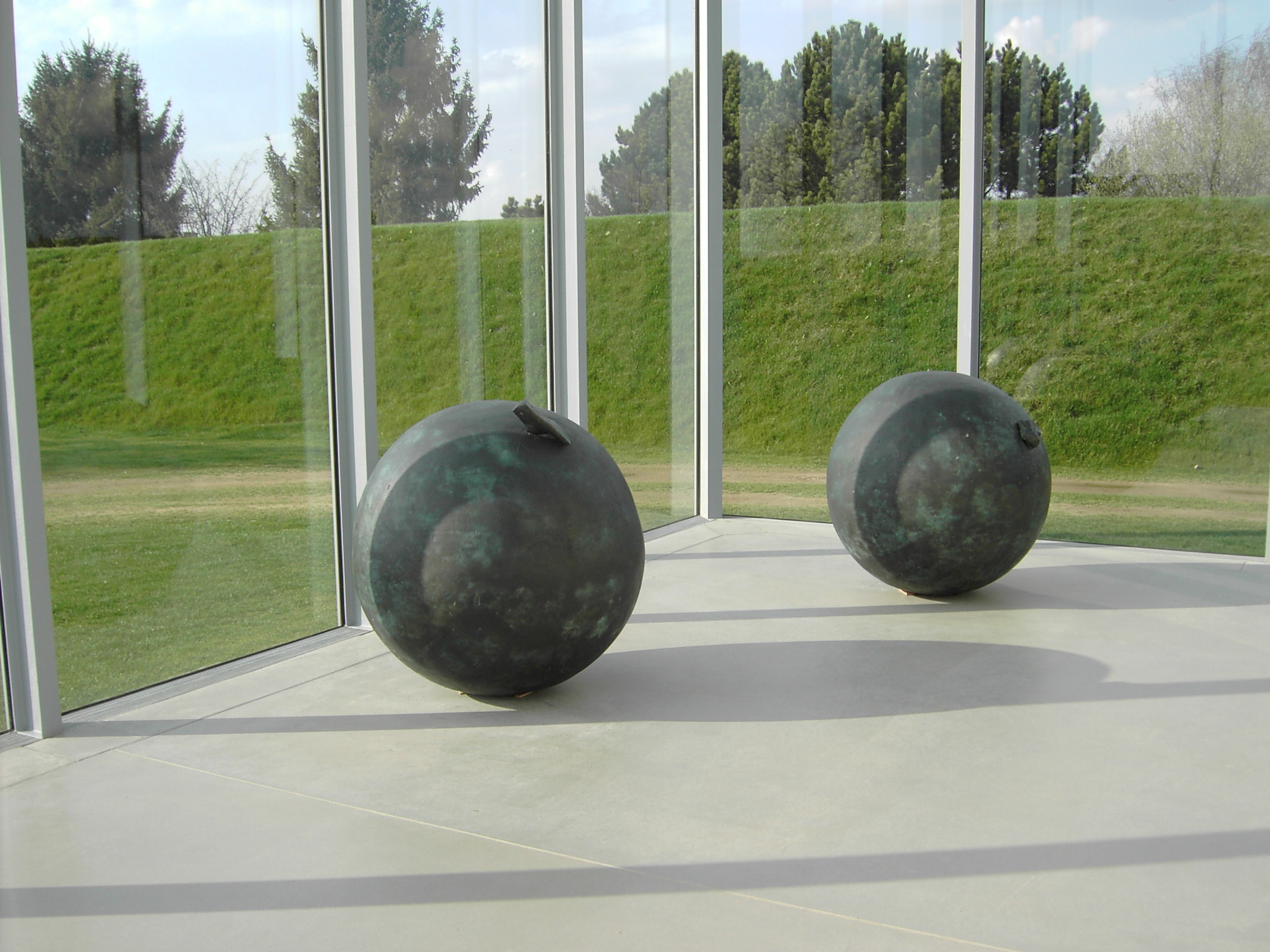
Langen Foundation (binnen)
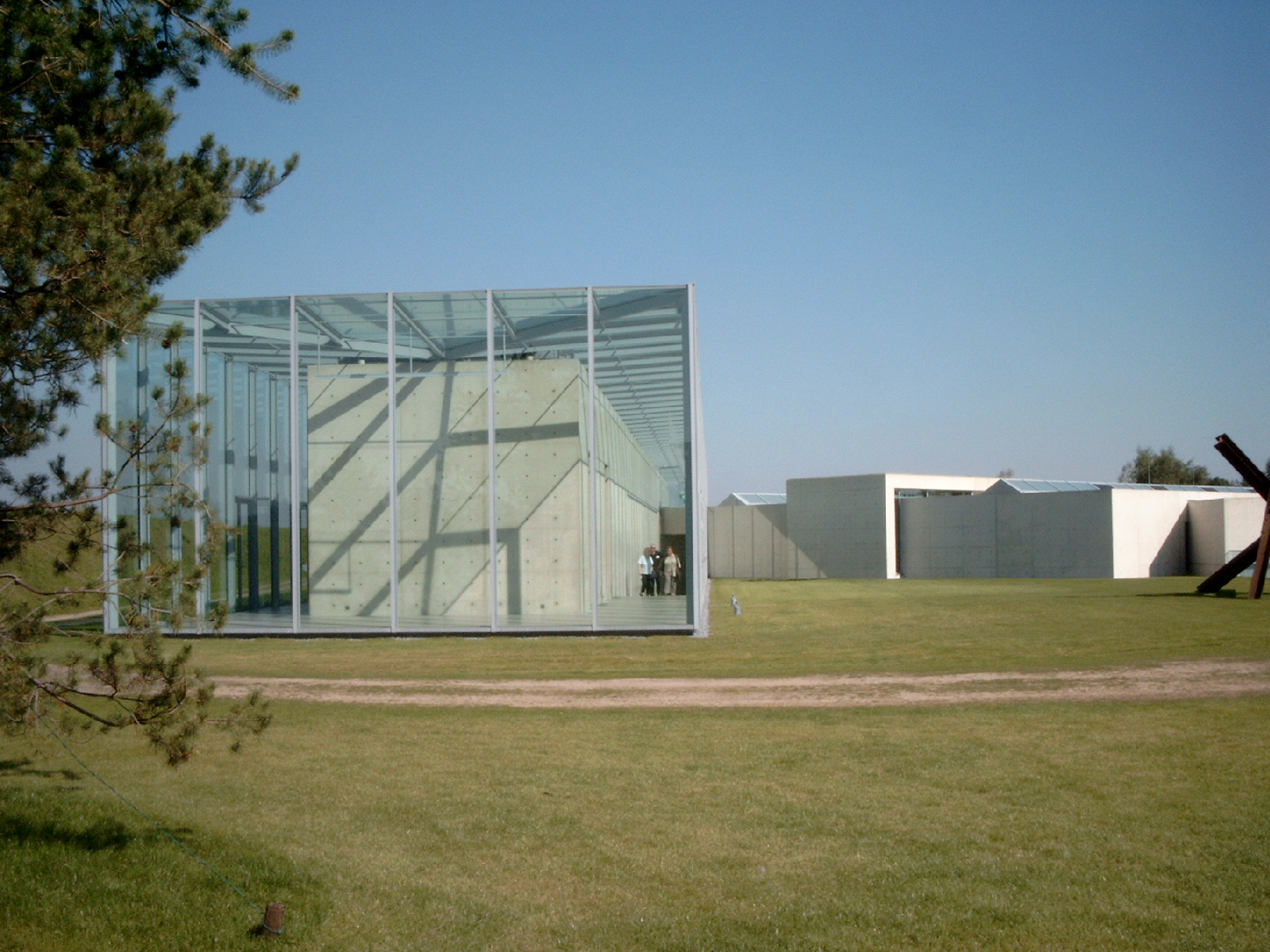
Langen Foundation

## DeStiftung Insel Hombroich
De Insel Hombroich wordt tegenwoordig beheerd door een openbare stichting, die in 1996 ontstond door samenwerking tussen Karl-Heinrich Müller, de regio, de gemeente Neuss en de deelstaat Noordrijn-Westfalen,
De stichting probeert op verschillende manieren een levendig kunstklimaat te faciliteren. Er zal nog een verbindend areaal aan de bestaande toegevoegd worden en de Deense kunstenaar Per Kirkeby zal daarvoor verschillende gebouwen ontwerpen. Op de voormalige raketbasis werden reeds verschillende soorten ateliers, werkplaatsen, vergaderruimtes en eenvoudige overnachtingsmogelijkheden gerealiseerd. Daarnaast wordt gewerkt aan de oprichting van meerdere instellingen, zoals instituten voor architectuur, literatuur en film.

## Het projectRaumortlabor
Op de negende architectuurbiënnale in Venetië werd het project Raumortlabor aan het publiek bekendgemaakt. Het bestaat uit een ambitieus plan om een open, verstedelijkt maar natuurverbonden, landschap te ontwikkelen dat bijna als vanzelf tot veranderingen in de bestaande opvattingen over de openbare ruimte zal kunnen leiden. Daarvoor wordt samengewerkt met architecten van naam, bijvoorbeeld Daniel Libeskind, Tadao Ando en Álvaro Siza.